# Nordik
NORDIK Nordisk kommitté för konsthistoria är en förening för konsthistoriker från universitet, museer och andra sektorer i de nordiska länderna. NORDIK grundades i Helsingfors 1984 för att förstärka forskningssamarbeten mellan nordiska konsthistoriker. En av de viktigaste uppgifterna för föreningen har varit att anordna NORDIK-konferenser vart tredje år, som alternerar mellan de deltagande länderna. Från och med NORDIK VIII 2006 har det huvudsakliga konferenspråket varit engelska och NORDIK är öppet för deltagare från hela världen. NORDIK:s styrelse består av representanter från Danmark, Finland, Island, Norge och Sverige. Styrelsen väljs på tre år av NORDIK:s generalförsamling som sammanträder i samband med konferenserna. Den nuvarande styrelsen valdes i samband med NORDIK:s tionde konferens, som hölls i Stockholm 2012. Ordförande för NORDIK är prof. Jeff Werner, Stockholms universitet. Övriga svenska styrelsemedlemmar är Johanna Rosenqvist Lunds universitet och Christina Wistman Jamtli.

## Nordik konferenser
- NORDIK I 1984 Helsingfors, Finland. Nordisk sekelskifte [1]
- NORDIK II 1987 Göteborg, Sverige. Nordiskt konstsamlande och mecenatskap [2]
- NORDIK III 1990 Ry, Danmark. Influens och utbyte.
- NORDIK IV 1993 Geilo, Norge. Om kunsthistoriens identitet.
- NORDIK V 1996 Åbo/Turku, Finland. Konsten efter 1945 [3]
- NORDIK VI 2000 Uppsala, Sverige. Konstvetenskapens historiografi [4]
- NORDIK VII 2003 Århus, Danmark. Utställningar
- NORDIK VIII 2006 Bergen, Norway. Tradition and Visual Culture
- NORDIK IX 2009 Jyväskylä, Finland. Mind and Matter.[5]
- NORDIK X 2012 Stockholm, Sweden. Presentation/Representation/Repression

- NORDIK XI 2015 Reykjavik, Island. Mapping uncharted territories